# Agathis townesi
Agathis townesi är en stekelart som beskrevs av Bhat och Gupta 1977. Agathis townesi ingår i släktet Agathis och familjen bracksteklar. Inga underarter finns listade i Catalogue of Life.